# Tanques
Tanques est une commune française, située dans le département de l'Orne en région Normandie, peuplée de 157 habitants (les Tanquais).

## Géographie
| Loucé  | Fontenai-sur-Orne | Fleuré |
| Avoine | Tanques           | Fleuré |
| Avoine | Francheville      | Fleuré |

### Hydrographie
La commune est située dans le bassin Seine-Normandie. Elle est drainée par la Cance, le ruisseau de Bel Usse, le fossé 01 de Fontaine Germont et divers autres petits cours d'eau,.
La Cance, d'une longueur de 26 km, prend sa source dans la commune de La Lande-de-Goult et se jette  dans un bras de l'Orne à Écouché-les-Vallées, après avoir traversé six communes. Les caractéristiques hydrologiques de  sont données par la station hydrologique située sur la commune de Tanques. Le débit moyen mensuel est de 0,827 m3/s. Le débit moyen journalier maximum est de 12,7 m3/s, atteint lors de la crue du 28 décembre 1999. Le débit instantané maximal est quant à lui de 14,9 m3/s, atteint le 25 mars 2001.

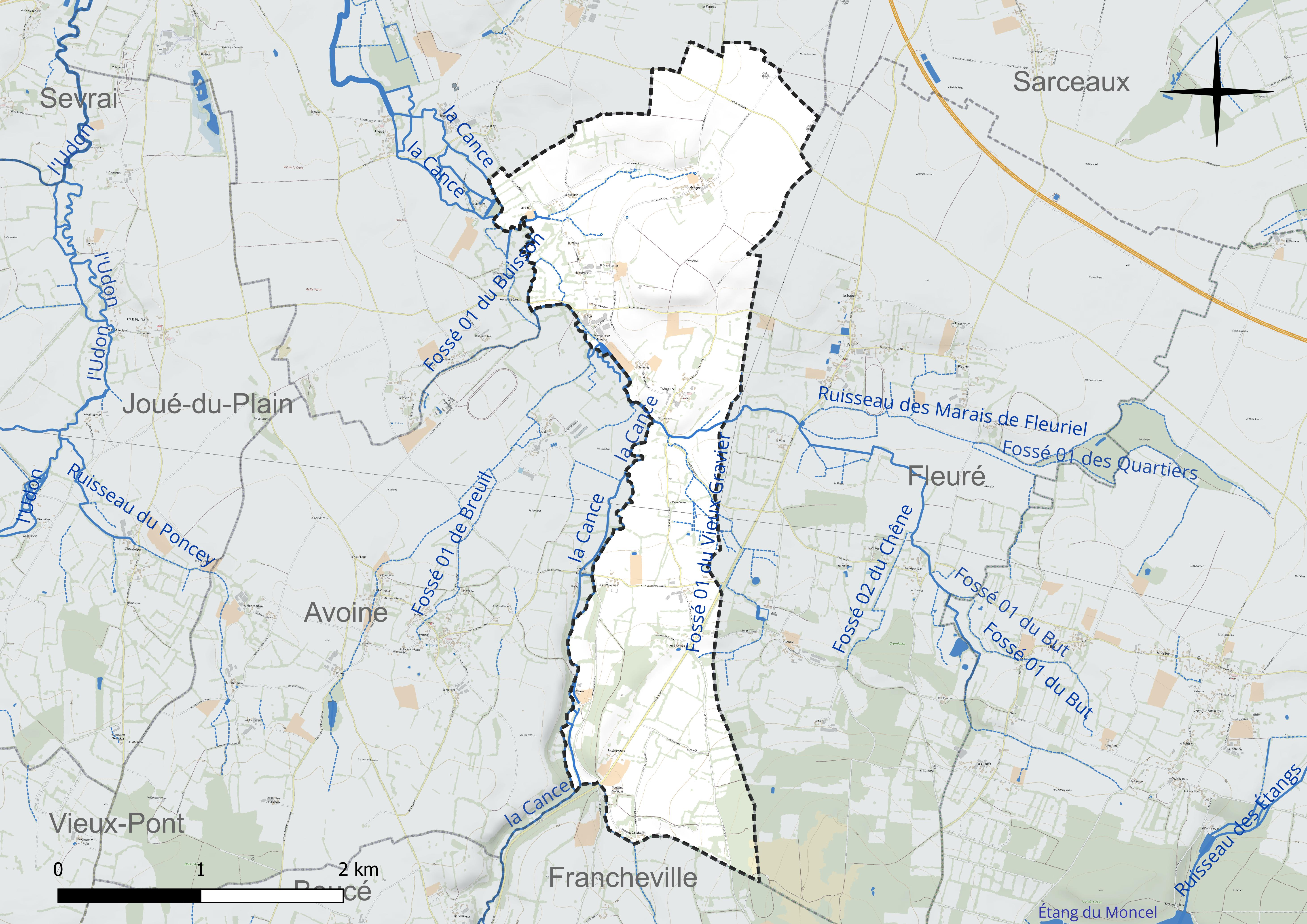
Réseau hydrographique de Tanques.

### Climat
Pour des articles plus généraux, voir Climat de la Normandie et Climat de l'Orne.
En 2010, le climat de la commune est de type climat océanique altéré, selon une étude du CNRS s'appuyant sur une série de données couvrant la période 1971-2000. En 2020, Météo-France publie une typologie des climats de la France métropolitaine dans laquelle la commune est dans une zone de transition entre le climat océanique et le climat océanique altéré et est dans la région climatique Normandie (Cotentin, Orne), caractérisée par une pluviométrie relativement élevée (850 mm/a) et un été frais (15,5 °C) et venté. Parallèlement le GIEC normand, un groupe régional d’experts sur le climat, différencie quant à lui, dans une étude de 2020, trois grands types de climats pour la région Normandie, nuancés à une échelle plus fine par les facteurs géographiques locaux. La commune est, selon ce zonage, exposée à un « climat des plateaux abrités », se caractérisant par une pluviométrie et des contraintes thermiques modérées mais aussi, par effet de continentalité, des températures plus contrastées qu'au nord dans la plaine de Caen, avec communément 10 à 15 jours par an de plus de froid en hiver et de chaleur en été.
Pour la période 1971-2000, la température annuelle moyenne est de 10,4 °C, avec une amplitude thermique annuelle de 13,3 °C. Le cumul annuel moyen de précipitations est de 739 mm, avec 11,9 jours de précipitations en janvier et 7,2 jours en juillet. Pour la période 1991-2020, la température moyenne annuelle observée sur la station météorologique la plus proche, située sur la commune d'Argentan à 7 km à vol d'oiseau, est de 11,1 °C et le cumul annuel moyen de précipitations est de 691,9 mm,. Pour l'avenir, les paramètres climatiques de la commune estimés pour 2050 selon différents scénarios d’émission de gaz à effet de serre sont consultables sur un site dédié publié par Météo-France en novembre 2022.

## Urbanisme

### Typologie
Au 1er janvier 2024, Tanques est catégorisée commune rurale à habitat très dispersé, selon la nouvelle grille communale de densité à sept niveaux définie par l'Insee en 2022.
Elle est située hors unité urbaine. Par ailleurs la commune fait partie de l'aire d'attraction d'Argentan, dont elle est une commune de la couronne,. Cette aire, qui regroupe 50 communes, est catégorisée dans les aires de moins de 50 000 habitants,.

### Occupation des sols
L'occupation des sols de la commune, telle qu'elle ressort de la base de données européenne d’occupation biophysique des sols Corine Land Cover (CLC), est marquée par l'importance des territoires agricoles (93,7 % en 2018), une proportion identique à celle de 1990 (93,7 %). La répartition détaillée en 2018 est la suivante : 
prairies (58,7 %), terres arables (34,6 %), forêts (6,2 %), zones agricoles hétérogènes (0,3 %), milieux à végétation arbustive et/ou herbacée (0,1 %). L'évolution de l’occupation des sols de la commune et de ses infrastructures peut être observée sur les différentes représentations cartographiques du territoire : la carte de Cassini (XVIIIe siècle), la carte d'état-major (1820-1866) et les cartes ou photos aériennes de l'IGN pour la période actuelle (1950 à aujourd'hui).

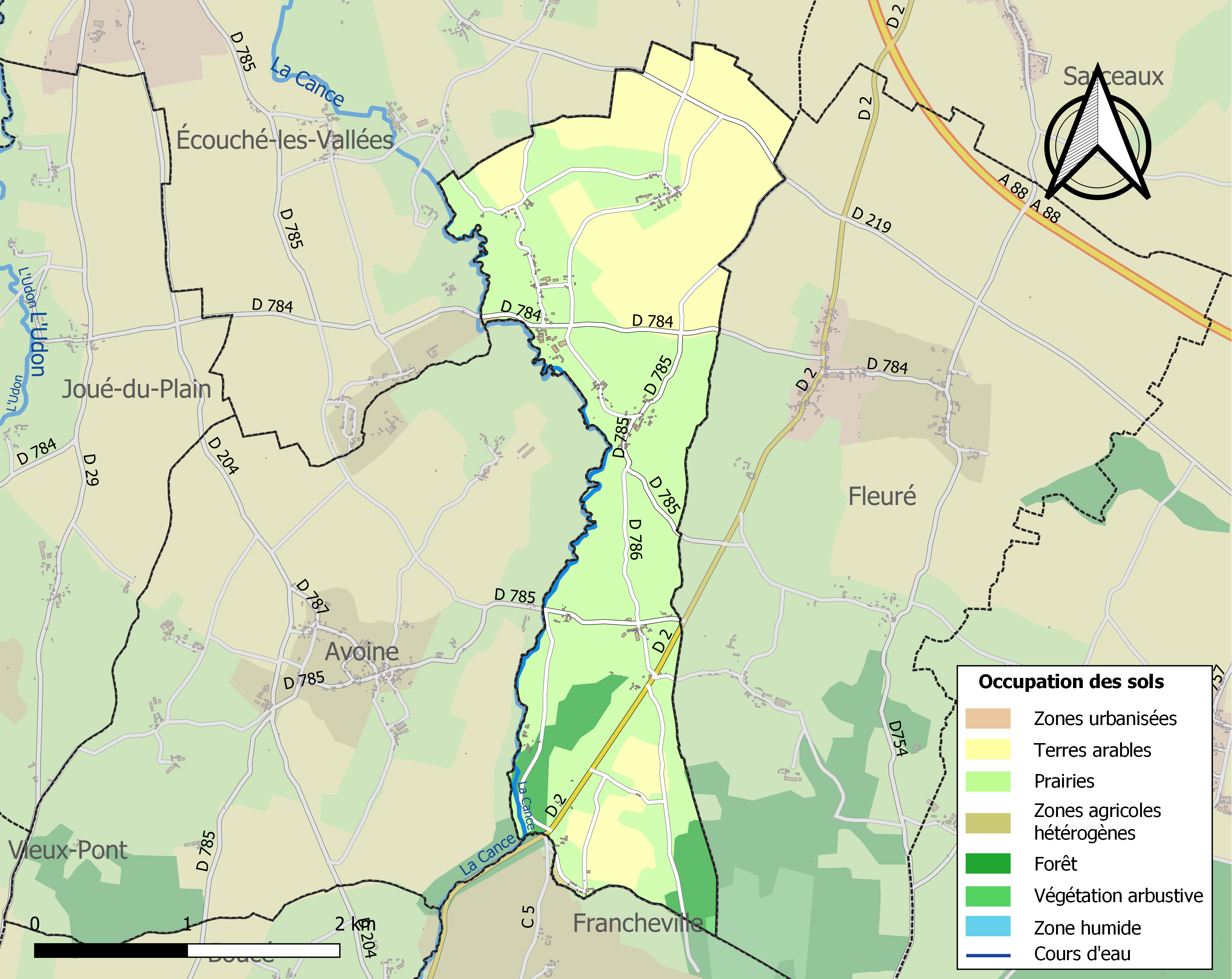
Carte des infrastructures et de l'occupation des sols de la commune en 2018 (CLC).

## Toponymie
L'origine du toponyme n'est pas clairement établie.

## Histoire
L'affaire criminelle Roger Pontalier, meurtrier de Louise Druet à la ferme de la Pilloure, se déroule à Tanques, jugée aux assises de l'Orne le 12 avril 1957.

## Politique et administration
| Période                                  | Période   | Identité       | Étiquette | Qualité              |
| ---------------------------------------- | --------- | -------------- | --------- | -------------------- |
| 1983                                     | mars 2001 | Robert Nauleau | SE        | Directeur de société |
| mars 2001                                | mars 2014 | Claude Royer   | SE        | Agriculteur retraité |
| mars 2014                                | En cours  | Lucienne Morin | SE        |                      |
| Les données manquantes sont à compléter. |           |                |           |                      |

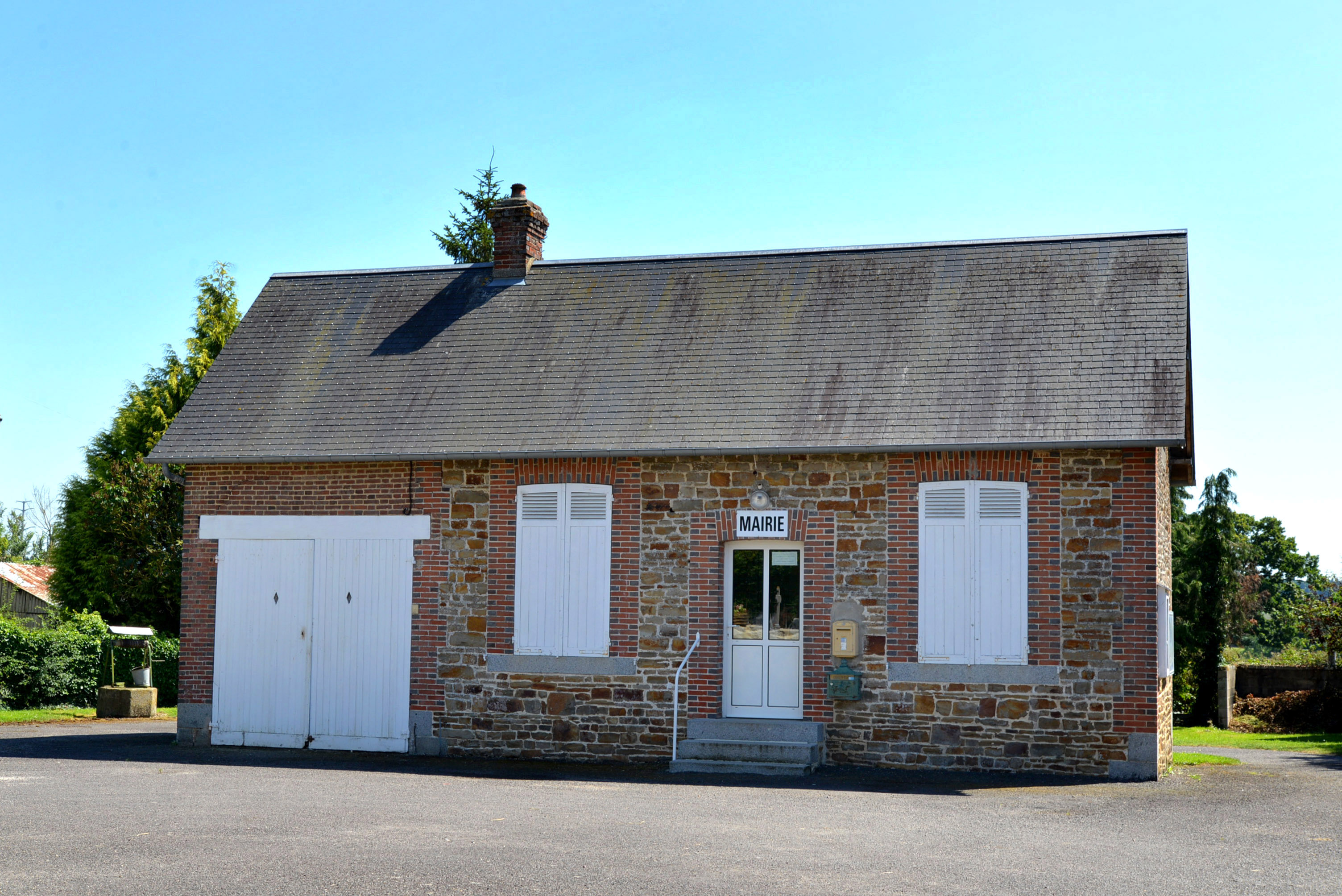
La mairie.

Le conseil municipal est composé de onze membres.

## Démographie
L'évolution du nombre d'habitants est connue à travers les recensements de la population effectués dans la commune depuis 1793. Pour les communes de moins de 10 000 habitants, une enquête de recensement portant sur toute la population est réalisée tous les cinq ans, les populations de référence des années intermédiaires étant quant à elles estimées par interpolation ou extrapolation. Pour la commune, le premier recensement exhaustif entrant dans le cadre du nouveau dispositif a été réalisé en 2004.
En 2022, la commune comptait 157 habitants, en évolution de +0,64 % par rapport à 2016 (Orne : −3,21 %, France hors Mayotte : +2,11 %).
Tanques a compté jusqu'à 376 habitants en 1841.
| 1793 | 1800 | 1806 | 1821 | 1836 | 1841 | 1846 | 1851 | 1856 |
| ---- | ---- | ---- | ---- | ---- | ---- | ---- | ---- | ---- |
| 302  | 319  | 251  | 316  | 351  | 376  | 371  | 352  | 338  |

| 1861 | 1866 | 1872 | 1876 | 1881 | 1886 | 1891 | 1896 | 1901 |
| ---- | ---- | ---- | ---- | ---- | ---- | ---- | ---- | ---- |
| 337  | 306  | 286  | 282  | 268  | 242  | 238  | 226  | 234  |

| 1906 | 1911 | 1921 | 1926 | 1931 | 1936 | 1946 | 1954 | 1962 |
| ---- | ---- | ---- | ---- | ---- | ---- | ---- | ---- | ---- |
| 200  | 202  | 151  | 154  | 144  | 153  | 171  | 170  | 158  |

| 1968 | 1975 | 1982 | 1990 | 1999 | 2004 | 2006 | 2009 | 2014 |
| ---- | ---- | ---- | ---- | ---- | ---- | ---- | ---- | ---- |
| 125  | 135  | 163  | 173  | 171  | 168  | 168  | 169  | 158  |

| 2019 | 2022 | - | - | - | - | - | - | - |
| ---- | ---- | - | - | - | - | - | - | - |
| 157  | 157  | - | - | - | - | - | - | - |

## Lieux et monuments
- Église Saint-Pierre du XVIIIe siècle, abritant un retable classé à titre d'objet aux Monuments historiques[29].

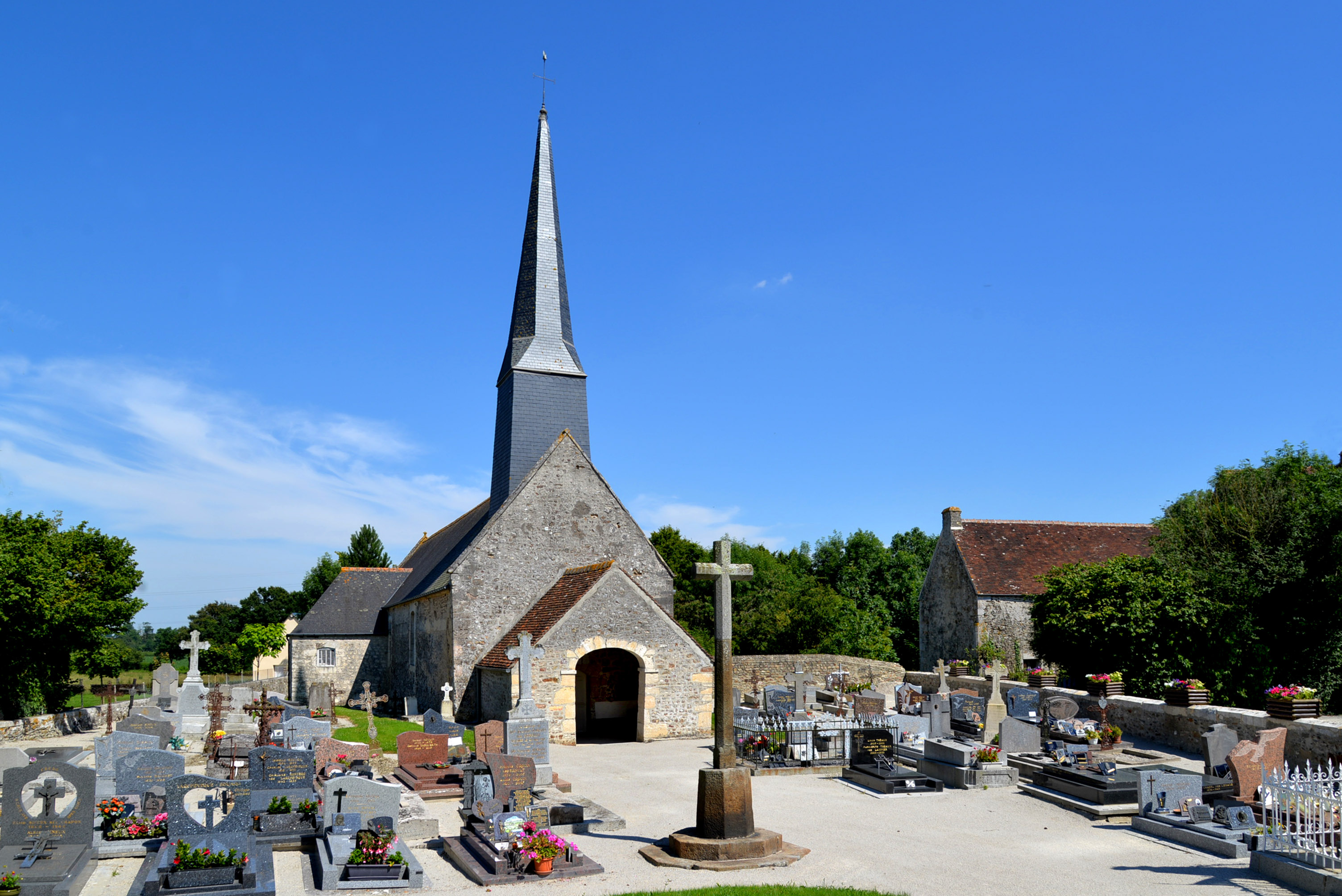
L’église Saint-Pierre.
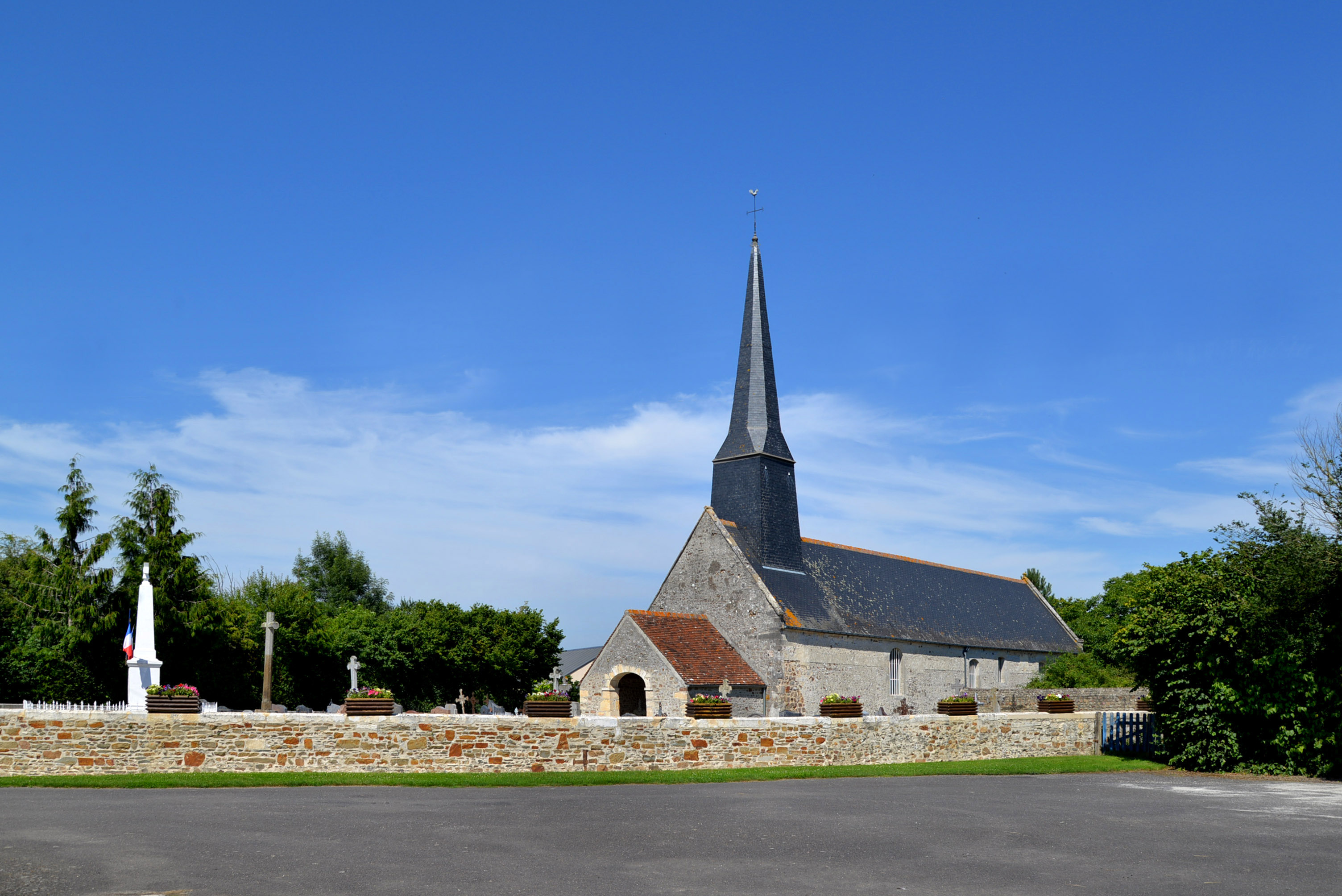
L’église Saint-Pierre vue de la place de la Mairie.